# Stenopegylis cylindrica
Stenopegylis cylindrica är en skalbaggsart som beskrevs av Gilbert John Arrow 1943. Stenopegylis cylindrica ingår i släktet Stenopegylis och familjen Melolonthidae. Inga underarter finns listade i Catalogue of Life.